# 全国子ども大正琴コンクール
全国子ども大正琴コンクール（ぜんこくこどもたいしょうごとコンクール）は、子ども達が目標を持って大正琴に接する機会を増やし、大正琴音楽の魅力を体感させるとともに、大正琴音楽を次世代へ継承することを目的として、平成23年から始まった大正琴のコンクール。主催は大正琴協会。
平成18年に、公益社団法人大正琴協会に加盟する琴伝流が実行委員会を組織して、「第1回全国子供大正琴コンクール」を開始し、平成21年からは、主催を公益社団法人大正琴協会に移して「平成21年度全国子ども大正琴コンクール」として開催している。
参加資格は、 高校生以下の子どものみで結成されているグループで、グループの平均年齢によりA、B、C部門とソロ部門に分かれる。また、コンクール会場で生演奏しないでビデオ映像のみで審査する「ビデオ参加部門」もある。

## 沿革
第1回全国子供大正琴コンクール
- 主催：第1回全国子供大正琴コンクール実行委員会
- 後援：文部科学省、愛知県教育委員会、社団法人大正琴協会、日本大正琴音楽協会、日本教育新聞社、NHK名古屋放送局、中部日本放送
- 開催日：2006年8月20日（日）
- 会場：愛知県勤労会館
- 出場グループ数：19
- 審査員（役職）：北林豊（琴伝流会長）、夏目和良（中部日本放送代表取締役社長）、貞松修二郎（日本教育新聞取締役編集局長）、管征夫（社団法人大正琴協会賛*助会員）、金子敦子（名古屋芸術大学助教授）、中島啓江（声楽家）

第2回全国子供大正琴コンクール
- 主催：第2回全国子供大正琴コンクール実行委員会
- 後援：文部科学省、愛知県教育委員会、社団法人大正琴協会、日本大正琴音楽協会、日本教育新聞社
- 協賛：中部日本放送、琴伝流大正琴全国普及会
- 開催日：2007年8月19日（日）
- 会場：CBCホール
- 出場グループ数：29
- 審査員（役職）：北林豊（琴伝流会長）、夏目和良（中部日本放送代表取締役社長）、貞松修二郎（日本教育新聞取締役編集局長）、管征夫（社団法人大正琴協会賛助会員）、金子敦子（名古屋芸術大学教授）、中村泰士（作曲家）

第3回全国子供大正琴コンクール
- 主催：第3回全国子供大正琴コンクール実行委員会
- 後援：文部科学省、愛知県教育委員会、社団法人大正琴協会、日本大正琴音楽協会、日本教育新聞社
- 協賛：中部日本放送、琴伝流大正琴全国普及会
- 開催日：2008年8月3日（日）
- 会場：CBCホール
- 出場グループ数：36
- 審査員（役職）：北林豊（琴伝流会長）、夏目和良（中部日本放送代表取締役社長）、貞松修二郎（日本教育新聞取締役編集局長）、管征夫（社団法人大正琴協会賛助会員）、金子敦子（名古屋芸術大学教授）、中村泰士（作曲家）

平成21年度全国子ども大正琴コンクール
- 主催：社団法人大正琴協会
- 後援：文部科学省、愛知県、愛知県教育委員会、名古屋市、名古屋市教育委員会、中日新聞社、日本教育新聞社、中部日本放送
- 開催日：2009年8月23日（日）
- 会場：名古屋市港文化小劇場
- 出場グループ数：44

平成22年度全国子ども大正琴コンクール
- 主催：社団法人大正琴協会
- 後援：文部科学省、愛知県、愛知県教育委員会、名古屋市、名古屋市教育委員会、中日新聞社、日本教育新聞社、中部日本放送
- 開催日：2010年9月23日（木・祝）
- 会場：中電ホール
- 出場グループ数：37

平成23年度全国子ども大正琴コンクール
- 主催：社団法人大正琴協会
- 後援：文部科学省、愛知県、愛知県教育委員会、名古屋市、名古屋市教育委員会、中日新聞社、日本教育新聞社、中部日本放送
- 開催日：2011年8月21日（日）
- 会場：ウィルあいち
- 出場グループ数：51
- 審査員（役職）：成田剛（名古屋音楽大学名誉教授）、金子敦子（名古屋芸術大学教授）、石﨑裕司（中部日本放送）、加藤英也（社団法人大正琴協会名誉会長）、鈴木萬司（社団法人大正琴協会名誉会長）、北林豊（社団法人大正琴協会副理事長）、岩間昌一（社団法人大正琴協会常務理事）

平成24年度全国子ども大正琴コンクール
- 主催：社団法人大正琴協会
- 後援：文部科学省、愛知県、愛知県教育委員会、名古屋市、名古屋市教育委員会、中日新聞社、日本教育新聞社、中部日本放送
- 開催日：2012年8月25日（土）
- 会場：ウィルあいち
- 出場グループ数：50
- 審査員（役職）：成田剛（名古屋音楽大学名誉教授）、金子敦子（名古屋芸術大学教授）、長谷川哲哉（中部日本放送）、鈴木萬司（社団法人大正琴協会名誉会長）、岩間昌一（社団法人大正琴協会副理事長）、北林豊（社団法人大正琴協会常務理事）

平成25年度全国子ども大正琴コンクール
- 主催：社団法人大正琴協会
- 後援：文部科学省、愛知県、愛知県教育委員会、名古屋市、名古屋市教育委員会、中日新聞社、日本教育新聞社、中部日本放送
- 開催日：2013年8月24日（土）
- 会場：ウィルあいち
- 出場グループ数：58
- 審査員（役職）：成田剛（名古屋音楽大学名誉教授）、金子敦子（名古屋芸術大学教授）、長谷川哲哉（CBCラジオ）、鈴木萬司（公益社団法人大正琴協会名誉会長）、岩間昌一（公益社団法人大正琴協会副理事長）、北林豊（公益社団法人大正琴協会常務理事）